# Карбучимахи
Карбучимахи (дарг. КьярбачIимахьи) — село Дахадаевского района Дагестана. Административный центр Карбучимахинского сельсовета.

## Наименование
Согласно Закону Республики Дагестан от 13 января 2005 года № 6 «О статусе муниципальных образований Республики Дагестан» и коду ОКТМО 82 618 436 101 село носит название Карбучимахи, в то же время на официальном сайте Дахадаевского района оно указано как Карбачимахи.

## География
Село находится на высоте 2020 м над уровнем моря. Ближайшие населённые пункты — Кунки, Гуннамахи, Кассагумахи, Сумия, Буккамахи, Никабаркмахи, Аяцимахи, Кишамахи, Узлармахи, Хулабаркмахи.

## Население
| 1888 | 1895 | 1926 | 1939 | 1970 | 1989 | 2002 |
| ---- | ---- | ---- | ---- | ---- | ---- | ---- |
| 454  | ↘438 | ↘390 | ↗423 | ↗435 | ↘339 | ↗481 |
| 2010 | 2021 |      |      |      |      |      |
| ↘274 | ↗412 |      |      |      |      |      |